# Sesgo de género
El sesgo de género se define como una inclinación sesgada hacia una persona o colectivo basado en su género. Este sesgo se puede mostrar como una predisposición, parcialidad, prejuicio o predilección a la hora de seleccionar, representar o tomar decisiones sobre una persona o colectivo. Se entiende como un planteamiento erróneo de la igualdad entre personas que puede generar una conducta desigual y discriminatoria en el que, a pesar de que existan grupos mixtos, se tiene cierto favoritismo hacia un género, incluso inconscientemente.
Los sesgos de género pueden hacerse evidentes en los procesos de socialización, tanto durante la infancia como ya en la vida adulta, así como en el momento de la adopción de roles en entornos laborales o familiares. A nivel laboral, por ejemplo, el sesgo de género se puede definir como aquel trato desigual en oportunidades de ocupación (como la promoción, la remuneración o los beneficios) debido a actitudes basadas en el género de un empleado o grupo de empleados.
Un ejemplo de los sesgos de género, es el que se puede dar en los textos escolares. Por ejemplo, en los textos de historia, en los cuales se entrega una imagen de mujer que está más bien invisibilizada. En el caso de los hombres se les muestra como personajes "valientes", "fuertes", "guerreros", construyendo de este modo un estereotipo de masculinidad.
La existencia de sesgos crea un obstáculo para el desarrollo de diferentes esferas de la sociedad, incluyendo la producción científica, el urbanismo, el transporte, el clima, la economía o la religión, entre otros muchos.
De forma específica, los sesgos de género provienen de una cultura aprendida, con estereotipos y mitos interiorizados, y con formas de explicar la realidad desde un pensamiento androcéntrico. Rosa Vázquez establece tres grandes tipos de sesgos:
- Androcentrismo (implica invisibilizar a las mujeres).
- Insensibilidad de género (no se considera al sexo y género como variables significativas en todos los contextos).
- Dobles estándares (se utilizan diferentes criterios para tratar y evaluar situaciones o problemáticas parecidas o idénticas para los sexos).

Según Nathanson, Paul; Young, Katherine
- Ginocentrismo ( implica invisibilizar a los hombres)